# آنخل مورالس
آنخل مورالس (انگلیسی: Ángel Morales؛ زادهٔ ۱۴ ژوئن ۱۹۷۵) بازیکن فوتبال اهل آرژانتین است.
از باشگاه‌هایی که در آن بازی کرده‌است می‌توان به باشگاه فوتبال ناسیونال اروگوئه، باشگاه فوتبال کروز آزول، باشگاه فوتبال بانفیلد، باشگاه فوتبال سمپدوریا، باشگاه اتلتیکو ایندپندینته، باشگاه فوتبال راسینگ کلوب آویاندا، و باشگاه فوتبال اتلتیکو هوراکان اشاره کرد.